# Avelon
L'Avelon est une rivière française coulant dans le département de l'Oise, en région Hauts-de-France, et un affluent droit du Thérain, donc un sous-affluent de la Seine par l'Oise.

## Géographie
L'Avelon naît dans le pays de Bray, où se situe l'essentiel de son bassin, sur la commune de Senantes, à 150 m d'altitude, c'est-à-dire aux confins occidentaux du département de l'Oise proches de la Seine-Maritime. 
L'Avelon conflue en rive droite dans le Thérain à Beauvais, à 68 m d'altitude.
La longueur de son cours d'eau est de 23 km.

### Communes et cantons traversés
Dans le seul département de l'Oise, l'Avelon traverse les onze communes suivantes, dans le sens amont vers aval, de Senantes (source), Villembray, Blacourt, Saint-Aubin-en-Bray, Lachapelle-aux-Pots, Ons-en-Bray, Saint-Germain-la-Poterie, Saint-Paul, Rainvillers, Goincourt et Beauvais (confluence).
Soit en termes de cantons, l'Avelon prend source dans le canton de Grandvilliers, traverse le canton de Beauvais-1, conflue dans le canton de Beauvais-2, dans l'arrondissement de Beauvais, dans les intercommunalités communauté de communes de la Picardie verte, communauté de communes du Pays de Bray et communauté d'agglomération du Beauvaisis.

### Bassin versant
Le bassin versant traverse les trois zones hydrographiques « L'Avelon de sa source au confluent du Thérain (exclu) » (H213), « Le Thérain du confluent de l'Avelon (exclu) au confluent du Sillet (inclus) » (H214), « Le Thérain du confluent du Petit Thérain (exclu) au confluent de l'Avelon (exclu) » (H212).

### Organisme gestionnaire
L'organisme gestionnaire est le syndicat intercommunal de la vallée du Thérain (SIVT), sis à Rochy-Condé,.

## Affluents
l'Avelon a quatorze affluents référencés. Quatre affluents sont de plus de quatre kilomètres de longueur et de rang de Strahler deux :
- le ru d'Auneuil (rd[note 1]), 7 km
- le ru d'Evaux (rg), 6 km
- le ruisseau du Moulinet (rd), 6 km
- le ruisseau du Bois des Vallées (rg), 5 km

Les dix autres affluents sont aussi de rang de Strahler un ou deux et de moins de cinq kilomètres de longueur :
- le ruisseau des Raques (rd), 4 km
- le ruisseau des Galopins (rd), 2 km
- le ru des Martaudes (rd), 4 km
- le Fossé du Pont aux Claies 4 km
- le ruisseau Morue (rd), 4 km
- le ru de Boyauval (rg), 2 km
- le Fossé 01 de la Commune de Villembray 2 km
- le Fossé 01 de la Commune de Saint-Paul 2 km
- le Fossé 04 de la Commune de Saint-Paul 1 km
- le Fossé 02 de la Commune de Lachapelle-aux-Pots 1 km

### Rang de Strahler
Donc le rang de Strahler de l'Avelon est de trois.

## Hydrologie
L'Avelon est une rivière moyennement abondante. Son régime hydrologique est dit pluvial océanique.

### L'Avelon à Goincourt
Son débit a été observé depuis le 1er décembre 1972 , à Goincourt, à 64 m d'altitude, tout près de son confluent avec le Thérain. Le bassin versant de la rivière y est de 171 km2, c'est-à-dire sa quasi-totalité.
Le module de la rivière à Goincourt est de 1,05 m3/s.
L'Avelon présente des fluctuations saisonnières de débit modérées, avec des hautes eaux d'hiver portant le débit mensuel moyen à un niveau situé entre 1,44 et 1,94 m3/s, de décembre à mars inclus (avec un maximum en février). Dès le mois d'avril, le débit diminue progressivement jusqu'aux basses eaux d'été qui surviennent de juillet à octobre, entraînant une baisse du débit moyen mensuel allant jusqu'à 0,410 m3/s au mois de septembre. Cependant les fluctuations peuvent être plus prononcées sur de plus courtes périodes, et les niveaux fluctuent d'après les années.

### Étiage ou basses eaux
En période d'étiage, le VCN3 peut chuter jusque 0,20 m3/s, en cas de période quinquennale sèche, ce qui n'est pas encore vraiment sévère, mais contraste fortement avec le VCN3 du Petit Thérain qui, pour un module supérieur de moins de 50 % à celui de l'Avelon, conserve un débit de 830 litres par seconde dans le pire des cas, soit 400 % de plus que l'Avelon.

### Crues
Comme presque tous les affluents de l'Oise en rive droite, proches de la Haute-Normandie ou de la Somme donc de l'océan, l'Avelon présente des crues fort peu importantes. Les QIX 2 et QIX 5 valent respectivement 6,2 et 8,0 m3/s. Le QIX 10 est de 9,2 m3/s, le QIX 20 de 10,0 m3/s, et le QIX 50 se monte qu'à 12,0 m3/s. Le QIX 100 n'a pas pu être calculé, vu la période d'observation de seulement cinquante trois ans.
Le débit instantané maximal enregistré a été de 12,8 m3/s le 23 janvier 2018, tandis que le débit journalier maximal était de 11,9 le 23 janvier 2018. En comparant la valeur du débit instantané maximal à l'échelle des QIX de la rivière, il apparaît que cette crue était comparable au QIX 50, et était donc exceptionnelle.

### Lame d'eau et débit spécifique
Au total, l'Avelon est une rivière moyennement abondante. La lame d'eau écoulée dans son bassin versant est de 192 millimètres annuellement (contre 243 mm/an pour l'Oise), ce qui est assez moyen pour la région, et vaut nettement moins que la moyenne d'ensemble de la France, tous bassins confondus. Ce chiffre est également inférieur à la lame de la totalité du bassin de la Seine (240 millimètres/an). Le débit spécifique (ou Qsp) de la rivière atteint 6,1 litres par seconde et par kilomètre carré de bassin.

## Hydronymie
Déjà nommé Avelon en 1130, il peut s'agir d'une déformation d'Avenon, diminutif d'Avon, d'un gaulois *abon « rivière ».